# شریف محمد
شریف محمد (روسی: Шариф Хамаюни Мухаммад؛ زادهٔ ۲۱ مارس ۱۹۹۰) یک بازیکن فوتبال اهل افغانستان و مقیم روسیه است که در باشگاه اسپارتاک نالچیک بازی می‌کند.
از باشگاه‌هایی که در آن بازی کرده‌است می‌توان به آنژی مخاچ‌قلعه اشاره کرد.
وی همچنین در تیم ملی فوتبال افغانستان بازی کرده است.